# Andrićgrad
Andrićgrad ili Kamengrad je grad, kulturni centar i vrsta etno sela, koji se nalazi na lokaciji Ušće na samom ušću rijeka Drine i Rzava u Višegradu Bosni i Hercegovini, a idejni tvorac je redatelj Emir Kusturica. 
Grad je izgrađen od kamena i u njemu se nalazi pedesetak objekata. Ovdje je 2016. osnovana međunarodna Akademija umjetnosti za školovanje glumaca, redatelja i srodnih zanimanja. Spomenik Ivi Andriću nalazi se na Trgu Nikole Tesle u središnjem dijelu Andrićgrada. Spomenik koji je visok 2,4 metra otkriven je na 28. lipnja 2012., za vrijeme svečanosti obilježavanja godišnjice početka izgradnje Andrić grada. Spomenik je nastao kao reakcija na rušenje biste Ive Andrića u Višegradu 1991. godine. Spomenik Njegošu, nalazi se na istoimenom trgu, ispred crkve svetog kneza Lazara. Otkrio ga je Matija Bećković 29. studenog 2013. godine.